# 蛛网糟糠螺
蛛网糟糠螺（学名：Alaba picta）是糟糠螺科糟糠螺属的一种。

## 分佈
本物種分佈於西太平洋的日本、南韓、中国大陆黃渤海海域、台湾及越南。
常栖息在潮间带至潮下带水深20米。

## 外部連結
- 維基物種上的相關：蛛网糟糠螺